# Azabi
Azabi (osmansko turško عزب‎, turško azab,  poslovenjeno neporočen moški, samec) so bili nekakšna kmečka milica, ki so jo prvotno sestavljali neporočeni mladostniki, ki so v zgodnji osmanski vojski služili kot neregularni pešci (lahka pehota).
Azabi  so bili plačani samo na pohodih in so imeli pravico zapustiti vojsko, kadar koli so hoteli. Sprva so bili samo anatolski Turki, od konca 16. stoletja pa se je med azabe lahko vpisal vsak musliman. Azabi so služili predvsem kot pehotni lokostrelci, čeprav so bili pogosto tudi konjeniki. Mnogi so službovali tudi kot stražarji.
Kot prostovoljci so bili oboroženi z zelo različnim orožjem: orožjem na drogovih (tirpan, harba in balta – helebarda), kiji, buzdovani, loki, sabljami in redkeje s samostreli. Kasneje so bili namesto tega uporabljali strelno orožje.

## Reforme
Moč in pomen azabov sta se postopoma zmanjševala. Četudi so nanje sprva gledali kot na tekmece elitnih janičarjev, so od 16. stoletja opravljali samo manj pomembne naloge, kot sta bili nošenje streliva in spodkopavanje nasprotnikovih zidov in obzidij.  
V poznem 16. stoletju se je med azabe lahko vpisal vsak musliman. Na vsakih 20-30 gospodarstev se je lahko vpisal po en moški, kateremu so se lahko kot podporniki pridružili tudi drugi. Standardno orožje azaba v tem času sta bila mušketa in sablja. 